# AQ Голубя
AQ Голубя (лат. AQ Columbae) — двойная звезда или тройная звезда в созвездии Голубя на расстоянии приблизительно 5187 световых лет (около 1590 парсек) от Солнца. Визуальная звёздная величина звезды — от +15,65m до +15,55m.
Один из первых обнаруженных быстропульсирующих горячих субкарликов, открыт Дэвидом Килкенни и др. в 1997 году*.

## Характеристики
Первый компонент — бело-голубой, очень быстро пульсирующий горячий субкарлик, переменная звезда типа V361 Гидры (RPHS) спектрального класса sdBV. Масса — около 0,91 солнечной, радиус — около 0,18 солнечного, светимость — около 24 солнечных. Эффективная температура — около 31300 K.
Второй компонент — белый карлик. Масса — не менее 0,5 солнечной. Орбитальный период — около 486 суток (1,3306 года).